# Copa Venezuela 2019
La Copa Venezuela 2019 fue la 46.º edición del torneo de copa entre clubes de Venezuela, y en el cual participaron clubes de la Primera División y Segunda División. El torneo es dirigido por la Federación Venezolana de Fútbol.

## Distribución
|                                     | Equipos que entran en esta fase |
| ----------------------------------- | --- |
| Primera Fase (16 equipos)           | - 16 equipos de la Segunda División de Venezuela 2019. |
| Dieciseisavos de final (31 equipos) | - 19 equipos de la Primera División de Venezuela 2019. - 4 semifinalistas del Torneo Apertura de la Segunda División de Venezuela 2019 - 8 equipos de la Segunda Fase, ganadores de sus respectivas llaves. |

## Equipos participantes
| Primera fase                 | Primera fase                 | Primera fase                  | Primera fase               |
| ---------------------------- | ---------------------------- | ----------------------------- | -------------------------- |
| Atlético El Vigía (2°)       | Atlético Furrial (2°)        | Chicó de Guayana (2°)         | Ciudad Vinotinto (2°)      |
| Deportivo JBL (2°)           | Dynamo Puerto (2°)           | Fundación AIFI (2°)           | Hermanos Colmenarez (2°)   |
| Libertador F.C. (2°)         | Deportivo Petare (2°)        | Petroleros de Anzoátegui (2°) | Real Frontera S.C. (2°)    |
| UCV F.C. (2°)                | ULA F.C. (2°)                | Ureña S.C. (2°)               | Yaracuyanos F.C. (2°)      |
| Dieciseisavos de final       |                              |                               |                            |
| Angostura F.C. (2°)          | Academia Puerto Cabello (1°) | A.C. Lala F.C. (1°)           | Aragua F.C. (1°)           |
| Atlético Venezuela C.F. (1°) | Carabobo F.C. (1°)           | Caracas F.C. (1°)             | Deportivo Lara (1°)        |
| Deportivo La Guaira (1°)     | Deportivo Táchira (1°)       | Estudiantes de Caracas (1°)   | Estudiantes de Mérida (1°) |
| GV Maracay (2°)              | Llaneros de Guanare (1°)     | Metropolitanos F.C. (1°)      | Mineros de Guayana (1°)    |
| Monagas S.C. (1°)            | Portuguesa F.C. (1°)         | TFC Maracaibo (2°)            | Trujillanos F.C. (1°)      |
| Yaracuy F.C. (2°)            | Zamora F.C. (1°)             | Zulia F.C. (1°)               |                            |

## Primera fase
La primera fase de la Copa Venezuela participan 16 equipos; 16 equipos de la Segunda División de Venezuela 2019 excepto los cuatro semifinalistas del Torneo Apertura de la Segunda División. Las llaves se jugarán a partidos de ida y vuelta.
| Equipo 1                 | Agr.          | Equipo 2           | Ida | Vuelta |
| ------------------------ | ------------- | ------------------ | --- | ------ |
| Fundación AIFI           | 6–1           | Chicó de Guayana   | 4–1 | 2–0    |
| Petroleros de Anzoátegui | 3–1           | Ciudad Vinotinto   | 0–0 | 3–1    |
| Dynamo Puerto            | 0–0 (3:1 p.)  | UCV F.C.           | 0–0 | 0–0    |
| Libertador F.C.          | 2–2 (9:10 p.) | Deportivo Petare   | 1–1 | 1–1    |
| Yaracuyanos F.C.         | 2–2 (3:4 p.)  | Atlético Furrial   | 1–1 | 1–1    |
| Hermanos Colmenarez      | 4–1           | ULA F.C.           | 2–0 | 2–1    |
| Atlético El Vigía        | 6–2           | Deportivo JBL      | 4–0 | 2–2    |
| Ureña S.C.               | 2–4           | Real Frontera S.C. | 0–1 | 2–3    |

## Dieciseisavos de final
La  Dieciseisavos de la Copa Venezuela participaran 31 equipos; 19 equipos de la Primera División de Venezuela 2019, los cuatro semifinalistas del Torneo Apertura de la Segunda División y los 8 ganadores de la Primera fase. Las llaves se jugarán a partidos de ida y vuelta.
| Equipo 1                 | Agr.     | Equipo 2              | Ida | Vuelta |
| ------------------------ | -------- | --------------------- | --- | ------ |
| Fundación AIFI           | 1–2      | Mineros de Guayana    | 1–0 | 0–2    |
| Angostura F.C.           | 4–2      | A.C. Lala F.C.        | 2–0 | 2–2    |
| GV Maracay               | 1–9      | Deportivo La Guaira   | 0–3 | 1–6    |
| Dynamo Puerto            | 2–7      | Monagas S.C.          | 1–1 | 1–6    |
| Petroleros de Anzoátegui | 3–5      | Metropolitanos F.C.   | 2–2 | 1–3    |
| Caracas F.C.             | 3–1      | Deportivo Petare      | 0–1 | 3–0    |
| Estudiantes de Caracas   | (v.) 1–1 | Atlético de Venezuela | 0–0 | 1–1    |
| Yaracuy F.C.             | 2–1      | Aragua F.C.           | 1–1 | 1–0    |

| Equipo 1            | Agr.   | Equipo 2                | Ida | Vuelta |
| ------------------- | ------ | ----------------------- | --- | ------ |
| Zulia F.C.          | Exento |                         | N/A | N/A    |
| Trujillanos F.C.    | 4–0    | Portuguesa F.C.         | 1–0 | 3–0    |
| Llaneros de Guanare | 1–2    | A.C.D. Lara             | 1–1 | 0–1    |
| TFC Maracaibo       | 3–5    | Academia Puerto Cabello | 2–3 | 1–2    |
| Atlético El Vigía   | 2–6    | Estudiantes de Mérida   | 1–2 | 2–4    |
| Real Frontera S.C.  | 2–6    | Deportivo Táchira       | 1–5 | 1–1    |
| Atlético Furrial    | 1–7    | Carabobo F.C.           | 0–4 | 1–3    |
| Hermanos Colmenarez | 1–2    | Zamora F.C.             | 0–1 | 1–1    |

## Fase final
La fase final consistirá en cuatro rondas eliminatorias a doble partido. El local en la ida se encuentra en la línea de arriba, el local en la vuelta está en la línea de abajo.
Las 4 primeras series corresponden al grupo occidental mientras que las 4 últimas al grupo oriental.
|  | Octavos de final              | Octavos de final              | Octavos de final              |                          |   | Cuartos de final               | Cuartos de final               | Cuartos de final               |  |  | Semifinales                       | Semifinales                       | Semifinales                       |  |  | Final                              | Final                              | Final                              |
|  | 9 de octubre al 17 de octubre | 9 de octubre al 17 de octubre | 9 de octubre al 17 de octubre |                          |   | 23 de octubre al 30 de octubre | 23 de octubre al 30 de octubre | 23 de octubre al 30 de octubre |  |  | 6 de noviembre al 13 de noviembre | 6 de noviembre al 13 de noviembre | 6 de noviembre al 13 de noviembre |  |  | 20 de noviembre al 27 de noviembre | 20 de noviembre al 27 de noviembre | 20 de noviembre al 27 de noviembre |
|  |                               |                               |                               |                          |   |                                |                                |                                |  |  |                                   |                                   |                                   |  |  |                                    |                                    |                                    |
|  |                               |                               |                               |                          |   |                                |                                |                                |  |  |                                   |                                   |                                   |  |  |                                    |                                    |                                    |
|  |                               |                               |                               |                          |   |                                |                                |                                |  |  |                                   |                                   |                                   |  |  |                                    |                                    |                                    |
|  | Deportivo Lara                | 0                             | 0 (2)                         |                          |   |                                |                                |                                |  |  |                                   |                                   |                                   |  |  |                                    |                                    |                                    |
|  | Deportivo Lara                | 0                             | 0 (2)                         |                          |   |                                |                                |                                |  |  |                                   |                                   |                                   |  |  |                                    |                                    |                                    |
|  | Zulia F.C.                    | 0                             | 0 (4)                         |                          |   |                                |                                |                                |  |  |                                   |                                   |                                   |  |  |                                    |                                    |                                    |
|  | Zulia F.C.                    | 0                             | 0 (4)                         | Puerto Cabello           | 2 | 1                              |                                |                                |  |  |                                   |                                   |                                   |  |  |                                    |                                    |                                    |
|  |                               |                               |                               |                          | 2 | 1                              |                                |                                |  |  |                                   |                                   |                                   |  |  |                                    |                                    |                                    |
|  |                               | Zulia F.C.                    | 0                             | 0                        |   |                                |                                |                                |  |  |                                   |                                   |                                   |  |  |                                    |                                    |                                    |
|  | Trujillanos F.C.              | Zulia F.C.                    | 0                             | 0                        | 1 | 2                              |                                |                                |  |  |                                   |                                   |                                   |  |  |                                    |                                    |                                    |
|  | Trujillanos F.C.              |                               |                               |                          | 1 | 2                              |                                |                                |  |  |                                   |                                   |                                   |  |  |                                    |                                    |                                    |
|  | Puerto Cabello                | 2                             | 2                             |                          |   |                                |                                |                                |  |  |                                   |                                   |                                   |  |  |                                    |                                    |                                    |
|  | Puerto Cabello                | 2                             | 2                             | Puerto Cabello           | 1 | 1                              |                                |                                |  |  |                                   |                                   |                                   |  |  |                                    |                                    |                                    |
|  |                               |                               |                               |                          | 1 | 1                              |                                |                                |  |  |                                   |                                   |                                   |  |  |                                    |                                    |                                    |
|  |                               | Zamora F.C.                   | 1                             | 2                        |   |                                |                                |                                |  |  |                                   |                                   |                                   |  |  |                                    |                                    |                                    |
|  | Estudiantes de Mérida         | Zamora F.C.                   | 1                             | 2                        | 0 | 0 (1)                          |                                |                                |  |  |                                   |                                   |                                   |  |  |                                    |                                    |                                    |
|  | Estudiantes de Mérida         |                               |                               |                          | 0 | 0 (1)                          |                                |                                |  |  |                                   |                                   |                                   |  |  |                                    |                                    |                                    |
|  | Carabobo F.C.                 | 0                             | 0 (4)                         |                          |   |                                |                                |                                |  |  |                                   |                                   |                                   |  |  |                                    |                                    |                                    |
|  | Carabobo F.C.                 | 0                             | 0 (4)                         | Zamora F.C.              | 2 | 2                              |                                |                                |  |  |                                   |                                   |                                   |  |  |                                    |                                    |                                    |
|  |                               |                               |                               |                          | 2 | 2                              |                                |                                |  |  |                                   |                                   |                                   |  |  |                                    |                                    |                                    |
|  |                               | Carabobo F.C.                 | 1                             | 0                        |   |                                |                                |                                |  |  |                                   |                                   |                                   |  |  |                                    |                                    |                                    |
|  | Deportivo Táchira             | Carabobo F.C.                 | 1                             | 0                        | 0 | 2                              |                                |                                |  |  |                                   |                                   |                                   |  |  |                                    |                                    |                                    |
|  | Deportivo Táchira             |                               |                               |                          | 0 | 2                              |                                |                                |  |  |                                   |                                   |                                   |  |  |                                    |                                    |                                    |
|  | Zamora F.C.                   | 2                             | 1                             |                          |   |                                |                                |                                |  |  |                                   |                                   |                                   |  |  |                                    |                                    |                                    |
|  | Zamora F.C.                   | 2                             | 1                             | Zamora F.C. (v.)         | 2 | 1                              |                                |                                |  |  |                                   |                                   |                                   |  |  |                                    |                                    |                                    |
|  |                               |                               |                               |                          | 2 | 1                              |                                |                                |  |  |                                   |                                   |                                   |  |  |                                    |                                    |                                    |
|  |                               | Monagas S.C.                  | 3                             | 0                        |   |                                |                                |                                |  |  |                                   |                                   |                                   |  |  |                                    |                                    |                                    |
|  | Deportivo La Guaira           | Monagas S.C.                  | 3                             | 0                        | 0 | 3                              |                                |                                |  |  |                                   |                                   |                                   |  |  |                                    |                                    |                                    |
|  | Deportivo La Guaira           |                               |                               |                          | 0 | 3                              |                                |                                |  |  |                                   |                                   |                                   |  |  |                                    |                                    |                                    |
|  | Mineros de Guayana            | 0                             | 0                             |                          |   |                                |                                |                                |  |  |                                   |                                   |                                   |  |  |                                    |                                    |                                    |
|  | Mineros de Guayana            | 0                             | 0                             | Monagas S.C. (v.)        | 1 | 1                              |                                |                                |  |  |                                   |                                   |                                   |  |  |                                    |                                    |                                    |
|  |                               |                               |                               |                          | 1 | 1                              |                                |                                |  |  |                                   |                                   |                                   |  |  |                                    |                                    |                                    |
|  |                               | Deportivo La Guaira           | 0                             | 2                        |   |                                |                                |                                |  |  |                                   |                                   |                                   |  |  |                                    |                                    |                                    |
|  | Angostura F.C.                | Deportivo La Guaira           | 0                             | 2                        | 1 | 2 (2)                          |                                |                                |  |  |                                   |                                   |                                   |  |  |                                    |                                    |                                    |
|  | Angostura F.C.                |                               |                               |                          | 1 | 2 (2)                          |                                |                                |  |  |                                   |                                   |                                   |  |  |                                    |                                    |                                    |
|  | Monagas S.C.                  | 2                             | 1 (4)                         |                          |   |                                |                                |                                |  |  |                                   |                                   |                                   |  |  |                                    |                                    |                                    |
|  | Monagas S.C.                  | 2                             | 1 (4)                         | Monagas S.C.             | 1 | 2                              |                                |                                |  |  |                                   |                                   |                                   |  |  |                                    |                                    |                                    |
|  |                               |                               |                               |                          | 1 | 2                              |                                |                                |  |  |                                   |                                   |                                   |  |  |                                    |                                    |                                    |
|  |                               | Metropolitanos F.C.           | 2                             | 0                        |   |                                |                                |                                |  |  |                                   |                                   |                                   |  |  |                                    |                                    |                                    |
|  | Estudiantes de Caracas        | Metropolitanos F.C.           | 2                             | 0                        | 0 | 1                              |                                |                                |  |  |                                   |                                   |                                   |  |  |                                    |                                    |                                    |
|  | Estudiantes de Caracas        |                               |                               |                          | 0 | 1                              |                                |                                |  |  |                                   |                                   |                                   |  |  |                                    |                                    |                                    |
|  | Metropolitanos F.C.           | 2                             | 0                             |                          |   |                                |                                |                                |  |  |                                   |                                   |                                   |  |  |                                    |                                    |                                    |
|  | Metropolitanos F.C.           | 2                             | 0                             | Metropolitanos F.C. (v.) | 0 | 1                              |                                |                                |  |  |                                   |                                   |                                   |  |  |                                    |                                    |                                    |
|  |                               |                               |                               |                          | 0 | 1                              |                                |                                |  |  |                                   |                                   |                                   |  |  |                                    |                                    |                                    |
|  |                               | Caracas F.C.                  | 0                             | 1                        |   |                                |                                |                                |  |  |                                   |                                   |                                   |  |  |                                    |                                    |                                    |
|  | Yaracuy F.C.                  | Caracas F.C.                  | 0                             | 1                        | 0 | 1                              |                                |                                |  |  |                                   |                                   |                                   |  |  |                                    |                                    |                                    |
|  | Yaracuy F.C.                  |                               |                               |                          | 0 | 1                              |                                |                                |  |  |                                   |                                   |                                   |  |  |                                    |                                    |                                    |
|  | Caracas F.C.                  | 1                             | 1                             |                          |   |                                |                                |                                |  |  |                                   |                                   |                                   |  |  |                                    |                                    |                                    |

### Octavos de final
| Equipo 1               | Agr.         | Equipo 2                | Ida | Vuelta |
| ---------------------- | ------------ | ----------------------- | --- | ------ |
| Deportivo Lara         | 0–0 (2:4 p.) | Zulia F.C.              | 0–0 | 0–0    |
| Trujillanos F.C.       | 3–4          | Academia Puerto Cabello | 1–2 | 2–2    |
| Estudiantes de Mérida  | 0–0 (1:4 p.) | Carabobo F.C.           | 0–0 | 0–0    |
| Deportivo Táchira      | 2–3          | Zamora F.C.             | 0–2 | 2–1    |
| Deportivo La Guaira    | 3–0          | Mineros de Guayana      | 0–0 | 3–0    |
| Angostura F.C.         | 3–3 (2:4 p.) | Monagas S.C.            | 1–2 | 2–1    |
| Estudiantes de Caracas | 1–2          | Metropolitanos F.C.     | 0–2 | 1–0    |
| Yaracuy F.C.           | 1–2          | Caracas F.C.            | 0–1 | 1–1    |

### Cuartos de final
| Equipo 1                | Agr.     | Equipo 2            | Ida | Vuelta |
| ----------------------- | -------- | ------------------- | --- | ------ |
| Academia Puerto Cabello | 3–0      | Zulia F.C.          | 2–0 | 1–0    |
| Zamora F.C.             | 4–1      | Carabobo F.C.       | 2–1 | 2–0    |
| Monagas S.C.            | (v.) 2–2 | Deportivo La Guaira | 1–0 | 1–2    |
| Metropolitanos F.C.     | (v.) 1–1 | Caracas F.C.        | 0–0 | 1–1    |

### Semifinal
| Equipo 1                | Agr. | Equipo 2            | Ida | Vuelta |
| ----------------------- | ---- | ------------------- | --- | ------ |
| Academia Puerto Cabello | 2–3  | Zamora F.C.         | 1–1 | 1–2    |
| Monagas S.C.            | 3–2  | Metropolitanos F.C. | 1–2 | 2–0    |

### Final

#### Ida
| 25    | Guardameta     | Luis Curiel         |     |
| 26    | Defensa        | Yorlen Cordero      |     |
| 3     | Defensa        | Francisco Santillán |     |
| 19    | Defensa        | Oscar González      |     |
| 13    | Defensa        | Jesús Yendis        |     |
| 17    | Centrocampista | Starling Yendis     | 78' |
| 6     | Centrocampista | Edson Castillo      |     |
| 18    | Centrocampista | Rubén Rojas         |     |
| 10    | Centrocampista | Francisco Rivera    | 60' |
| 7     | Centrocampista | Yanowsky Reyes      |     |
| 33    | Delantero      | José Hernández      | 72' |
| D. T. | D. T.          | May Montoya         |     |

| 1     | Guardameta     | Joel Graterol    |     |
| 3     | Defensa        | Carlos Castro    |     |
| 2     | Defensa        | Javier Maldonado |     |
| 6     | Defensa        | Christian Makoun |     |
| 12    | Defensa        | Mayker González  |     |
| 23    | Centrocampista | Oscar Hernández  |     |
| 10    | Centrocampista | Gustavo Rojas    | 65' |
| 30    | Centrocampista | Darwin Matheus   |     |
| 8     | Centrocampista | Pedro Ramírez    |     |
| 28    | Centrocampista | Jáder Maza       | 85' |
| 9     | Delantero      | Manuel Arteaga   | 77' |
| D. T. | D. T.          | Rubén Benítez    |     |

| 21 | Centrocampista | Vicente Rodríguez | 60' |
| 30 | Defensa        | Ismael Romero     | 72' |
| 8  | Centrocampista | Dimas Meza        | 78' |

| 27 | Centrocampista | José Soto       | 65' |
| 11 | Centrocampista | Rodolfo Marcano | 77' |
| 7  | Centrocampista | Duván Rodríguez | 85' |

| 15' · 28' · 52' | Francisco Rivera Rubén Rojas Edson Castillo | 1:0 2:0 3:2 |

| 47' · 50' | Manuel Arteaga | 2:1 2:2 |

| 49' · 59' · 74' · 81' | Yanowsky Reyes José Hernández Vicente Rodríguez Ismael Romero |

| 39' · 55' · 75' | Javier Maldonado Manuel Arteaga José Soto |

| Principal  | Yercinia Correa |
| Asistentes | Carlos López    |
|            | Lubin Torrealba |
| Cuarto     | Alejandro López |

| 25    | Guardameta     | Luis Curiel         |     |
| 26    | Defensa        | Yorlen Cordero      |     |
| 3     | Defensa        | Francisco Santillán |     |
| 19    | Defensa        | Oscar González      |     |
| 13    | Defensa        | Jesús Yendis        |     |
| 17    | Centrocampista | Starling Yendis     | 78' |
| 6     | Centrocampista | Edson Castillo      |     |
| 18    | Centrocampista | Rubén Rojas         |     |
| 10    | Centrocampista | Francisco Rivera    | 60' |
| 7     | Centrocampista | Yanowsky Reyes      |     |
| 33    | Delantero      | José Hernández      | 72' |
| D. T. | D. T.          | May Montoya         |     |

| 1     | Guardameta     | Joel Graterol    |     |
| 3     | Defensa        | Carlos Castro    |     |
| 2     | Defensa        | Javier Maldonado |     |
| 6     | Defensa        | Christian Makoun |     |
| 12    | Defensa        | Mayker González  |     |
| 23    | Centrocampista | Oscar Hernández  |     |
| 10    | Centrocampista | Gustavo Rojas    | 65' |
| 30    | Centrocampista | Darwin Matheus   |     |
| 8     | Centrocampista | Pedro Ramírez    |     |
| 28    | Centrocampista | Jáder Maza       | 85' |
| 9     | Delantero      | Manuel Arteaga   | 77' |
| D. T. | D. T.          | Rubén Benítez    |     |

| 21 | Centrocampista | Vicente Rodríguez | 60' |
| 30 | Defensa        | Ismael Romero     | 72' |
| 8  | Centrocampista | Dimas Meza        | 78' |

| 27 | Centrocampista | José Soto       | 65' |
| 11 | Centrocampista | Rodolfo Marcano | 77' |
| 7  | Centrocampista | Duván Rodríguez | 85' |

| 15' · 28' · 52' | Francisco Rivera Rubén Rojas Edson Castillo | 1:0 2:0 3:2 |

| 47' · 50' | Manuel Arteaga | 2:1 2:2 |

| 49' · 59' · 74' · 81' | Yanowsky Reyes José Hernández Vicente Rodríguez Ismael Romero |

| 39' · 55' · 75' | Javier Maldonado Manuel Arteaga José Soto |

| Principal  | Yercinia Correa |
| Asistentes | Carlos López    |
|            | Lubin Torrealba |
| Cuarto     | Alejandro López |

| 25    | Guardameta     | Luis Curiel         |     |
| 26    | Defensa        | Yorlen Cordero      |     |
| 3     | Defensa        | Francisco Santillán |     |
| 19    | Defensa        | Oscar González      |     |
| 13    | Defensa        | Jesús Yendis        |     |
| 17    | Centrocampista | Starling Yendis     | 78' |
| 6     | Centrocampista | Edson Castillo      |     |
| 18    | Centrocampista | Rubén Rojas         |     |
| 10    | Centrocampista | Francisco Rivera    | 60' |
| 7     | Centrocampista | Yanowsky Reyes      |     |
| 33    | Delantero      | José Hernández      | 72' |
| D. T. | D. T.          | May Montoya         |     |

| 1     | Guardameta     | Joel Graterol    |     |
| 3     | Defensa        | Carlos Castro    |     |
| 2     | Defensa        | Javier Maldonado |     |
| 6     | Defensa        | Christian Makoun |     |
| 12    | Defensa        | Mayker González  |     |
| 23    | Centrocampista | Oscar Hernández  |     |
| 10    | Centrocampista | Gustavo Rojas    | 65' |
| 30    | Centrocampista | Darwin Matheus   |     |
| 8     | Centrocampista | Pedro Ramírez    |     |
| 28    | Centrocampista | Jáder Maza       | 85' |
| 9     | Delantero      | Manuel Arteaga   | 77' |
| D. T. | D. T.          | Rubén Benítez    |     |

| 21 | Centrocampista | Vicente Rodríguez | 60' |
| 30 | Defensa        | Ismael Romero     | 72' |
| 8  | Centrocampista | Dimas Meza        | 78' |

| 27 | Centrocampista | José Soto       | 65' |
| 11 | Centrocampista | Rodolfo Marcano | 77' |
| 7  | Centrocampista | Duván Rodríguez | 85' |

| 15' · 28' · 52' | Francisco Rivera Rubén Rojas Edson Castillo | 1:0 2:0 3:2 |

| 47' · 50' | Manuel Arteaga | 2:1 2:2 |

| 49' · 59' · 74' · 81' | Yanowsky Reyes José Hernández Vicente Rodríguez Ismael Romero |

| 39' · 55' · 75' | Javier Maldonado Manuel Arteaga José Soto |

| Principal  | Yercinia Correa |
| Asistentes | Carlos López    |
|            | Lubin Torrealba |
| Cuarto     | Alejandro López |

| 25    | Guardameta     | Luis Curiel         |     |
| 26    | Defensa        | Yorlen Cordero      |     |
| 3     | Defensa        | Francisco Santillán |     |
| 19    | Defensa        | Oscar González      |     |
| 13    | Defensa        | Jesús Yendis        |     |
| 17    | Centrocampista | Starling Yendis     | 78' |
| 6     | Centrocampista | Edson Castillo      |     |
| 18    | Centrocampista | Rubén Rojas         |     |
| 10    | Centrocampista | Francisco Rivera    | 60' |
| 7     | Centrocampista | Yanowsky Reyes      |     |
| 33    | Delantero      | José Hernández      | 72' |
| D. T. | D. T.          | May Montoya         |     |

| 1     | Guardameta     | Joel Graterol    |     |
| 3     | Defensa        | Carlos Castro    |     |
| 2     | Defensa        | Javier Maldonado |     |
| 6     | Defensa        | Christian Makoun |     |
| 12    | Defensa        | Mayker González  |     |
| 23    | Centrocampista | Oscar Hernández  |     |
| 10    | Centrocampista | Gustavo Rojas    | 65' |
| 30    | Centrocampista | Darwin Matheus   |     |
| 8     | Centrocampista | Pedro Ramírez    |     |
| 28    | Centrocampista | Jáder Maza       | 85' |
| 9     | Delantero      | Manuel Arteaga   | 77' |
| D. T. | D. T.          | Rubén Benítez    |     |

| 21 | Centrocampista | Vicente Rodríguez | 60' |
| 30 | Defensa        | Ismael Romero     | 72' |
| 8  | Centrocampista | Dimas Meza        | 78' |

| 27 | Centrocampista | José Soto       | 65' |
| 11 | Centrocampista | Rodolfo Marcano | 77' |
| 7  | Centrocampista | Duván Rodríguez | 85' |

| 15' · 28' · 52' | Francisco Rivera Rubén Rojas Edson Castillo | 1:0 2:0 3:2 |

| 47' · 50' | Manuel Arteaga | 2:1 2:2 |

| 49' · 59' · 74' · 81' | Yanowsky Reyes José Hernández Vicente Rodríguez Ismael Romero |

| 39' · 55' · 75' | Javier Maldonado Manuel Arteaga José Soto |

| Principal  | Yercinia Correa |
| Asistentes | Carlos López    |
|            | Lubin Torrealba |
| Cuarto     | Alejandro López |

#### Vuelta
| 1     | Guardameta     | Joel Graterol    |     |
| 3     | Defensa        | Carlos Castro    | 7'  |
| 2     | Defensa        | Javier Maldonado | 79' |
| 6     | Defensa        | Christian Makoun |     |
| 12    | Defensa        | Mayker González  |     |
| 23    | Centrocampista | Oscar Hernández  |     |
| 27    | Centrocampista | José Soto        | 61' |
| 30    | Centrocampista | Darwin Matheus   |     |
| 8     | Centrocampista | Pedro Ramírez    |     |
| 28    | Centrocampista | Jáder Maza       |     |
| 9     | Delantero      | Manuel Arteaga   |     |
| D. T. | D. T.          | Rubén Benítez    |     |

| 25    | Guardameta     | Luis Curiel         |     |
| 30    | Defensa        | Luis Romero         |     |
| 3     | Defensa        | Francisco Santillán |     |
| 19    | Defensa        | Oscar González      |     |
| 13    | Defensa        | Jesús Yendis        | 78' |
| 17    | Centrocampista | Starling Yendis     | 65' |
| 6     | Centrocampista | Edson Castillo      |     |
| 18    | Centrocampista | Rubén Rojas         |     |
| 26    | Centrocampista | Yorlen Cordero      |     |
| 33    | Delantero      | José Hernández      |     |
| 7     | Delantero      | Yanowsky Reyes      |     |
| D. T. | D. T.          | May Montoya         |     |

| 17 | Defensa        | Kevin De La Hoz | 7'  |
| 7  | Centrocampista | Duván Rodríguez | 61' |
| 11 | Centrocampista | Rodolfo Marcano | 79' |

| 21 | Centrocampista | Vicente Rodríguez | 65' |
|    | Centrocampista | Jesús Chacón      | 78' |

| 87' | Pedro Ramírez | 1:0 |

| 53' · 77' · 78' | Mayker González Javier Maldonado Kevin De La Hoz |

| 21' · 45+9' · 57' | Edson Castillo Yorlen Cordero José Hernández |

| Principal  | Jesús Valenzuela  |
| Asistentes | William Gómez     |
|            | Michael Uzcategui |
| Cuarto     | Isley Delgado     |

| 1     | Guardameta     | Joel Graterol    |     |
| 3     | Defensa        | Carlos Castro    | 7'  |
| 2     | Defensa        | Javier Maldonado | 79' |
| 6     | Defensa        | Christian Makoun |     |
| 12    | Defensa        | Mayker González  |     |
| 23    | Centrocampista | Oscar Hernández  |     |
| 27    | Centrocampista | José Soto        | 61' |
| 30    | Centrocampista | Darwin Matheus   |     |
| 8     | Centrocampista | Pedro Ramírez    |     |
| 28    | Centrocampista | Jáder Maza       |     |
| 9     | Delantero      | Manuel Arteaga   |     |
| D. T. | D. T.          | Rubén Benítez    |     |

| 25    | Guardameta     | Luis Curiel         |     |
| 30    | Defensa        | Luis Romero         |     |
| 3     | Defensa        | Francisco Santillán |     |
| 19    | Defensa        | Oscar González      |     |
| 13    | Defensa        | Jesús Yendis        | 78' |
| 17    | Centrocampista | Starling Yendis     | 65' |
| 6     | Centrocampista | Edson Castillo      |     |
| 18    | Centrocampista | Rubén Rojas         |     |
| 26    | Centrocampista | Yorlen Cordero      |     |
| 33    | Delantero      | José Hernández      |     |
| 7     | Delantero      | Yanowsky Reyes      |     |
| D. T. | D. T.          | May Montoya         |     |

| 17 | Defensa        | Kevin De La Hoz | 7'  |
| 7  | Centrocampista | Duván Rodríguez | 61' |
| 11 | Centrocampista | Rodolfo Marcano | 79' |

| 21 | Centrocampista | Vicente Rodríguez | 65' |
|    | Centrocampista | Jesús Chacón      | 78' |

| 87' | Pedro Ramírez | 1:0 |

| 53' · 77' · 78' | Mayker González Javier Maldonado Kevin De La Hoz |

| 21' · 45+9' · 57' | Edson Castillo Yorlen Cordero José Hernández |

| Principal  | Jesús Valenzuela  |
| Asistentes | William Gómez     |
|            | Michael Uzcategui |
| Cuarto     | Isley Delgado     |

| 1     | Guardameta     | Joel Graterol    |     |
| 3     | Defensa        | Carlos Castro    | 7'  |
| 2     | Defensa        | Javier Maldonado | 79' |
| 6     | Defensa        | Christian Makoun |     |
| 12    | Defensa        | Mayker González  |     |
| 23    | Centrocampista | Oscar Hernández  |     |
| 27    | Centrocampista | José Soto        | 61' |
| 30    | Centrocampista | Darwin Matheus   |     |
| 8     | Centrocampista | Pedro Ramírez    |     |
| 28    | Centrocampista | Jáder Maza       |     |
| 9     | Delantero      | Manuel Arteaga   |     |
| D. T. | D. T.          | Rubén Benítez    |     |

| 25    | Guardameta     | Luis Curiel         |     |
| 30    | Defensa        | Luis Romero         |     |
| 3     | Defensa        | Francisco Santillán |     |
| 19    | Defensa        | Oscar González      |     |
| 13    | Defensa        | Jesús Yendis        | 78' |
| 17    | Centrocampista | Starling Yendis     | 65' |
| 6     | Centrocampista | Edson Castillo      |     |
| 18    | Centrocampista | Rubén Rojas         |     |
| 26    | Centrocampista | Yorlen Cordero      |     |
| 33    | Delantero      | José Hernández      |     |
| 7     | Delantero      | Yanowsky Reyes      |     |
| D. T. | D. T.          | May Montoya         |     |

| 17 | Defensa        | Kevin De La Hoz | 7'  |
| 7  | Centrocampista | Duván Rodríguez | 61' |
| 11 | Centrocampista | Rodolfo Marcano | 79' |

| 21 | Centrocampista | Vicente Rodríguez | 65' |
|    | Centrocampista | Jesús Chacón      | 78' |

| 87' | Pedro Ramírez | 1:0 |

| 53' · 77' · 78' | Mayker González Javier Maldonado Kevin De La Hoz |

| 21' · 45+9' · 57' | Edson Castillo Yorlen Cordero José Hernández |

| Principal  | Jesús Valenzuela  |
| Asistentes | William Gómez     |
|            | Michael Uzcategui |
| Cuarto     | Isley Delgado     |

| 1     | Guardameta     | Joel Graterol    |     |
| 3     | Defensa        | Carlos Castro    | 7'  |
| 2     | Defensa        | Javier Maldonado | 79' |
| 6     | Defensa        | Christian Makoun |     |
| 12    | Defensa        | Mayker González  |     |
| 23    | Centrocampista | Oscar Hernández  |     |
| 27    | Centrocampista | José Soto        | 61' |
| 30    | Centrocampista | Darwin Matheus   |     |
| 8     | Centrocampista | Pedro Ramírez    |     |
| 28    | Centrocampista | Jáder Maza       |     |
| 9     | Delantero      | Manuel Arteaga   |     |
| D. T. | D. T.          | Rubén Benítez    |     |

| 25    | Guardameta     | Luis Curiel         |     |
| 30    | Defensa        | Luis Romero         |     |
| 3     | Defensa        | Francisco Santillán |     |
| 19    | Defensa        | Oscar González      |     |
| 13    | Defensa        | Jesús Yendis        | 78' |
| 17    | Centrocampista | Starling Yendis     | 65' |
| 6     | Centrocampista | Edson Castillo      |     |
| 18    | Centrocampista | Rubén Rojas         |     |
| 26    | Centrocampista | Yorlen Cordero      |     |
| 33    | Delantero      | José Hernández      |     |
| 7     | Delantero      | Yanowsky Reyes      |     |
| D. T. | D. T.          | May Montoya         |     |

| 17 | Defensa        | Kevin De La Hoz | 7'  |
| 7  | Centrocampista | Duván Rodríguez | 61' |
| 11 | Centrocampista | Rodolfo Marcano | 79' |

| 21 | Centrocampista | Vicente Rodríguez | 65' |
|    | Centrocampista | Jesús Chacón      | 78' |

| 87' | Pedro Ramírez | 1:0 |

| 53' · 77' · 78' | Mayker González Javier Maldonado Kevin De La Hoz |

| 21' · 45+9' · 57' | Edson Castillo Yorlen Cordero José Hernández |

| Principal  | Jesús Valenzuela  |
| Asistentes | William Gómez     |
|            | Michael Uzcategui |
| Cuarto     | Isley Delgado     |

| Campeón                                        |
| Zamora F.C. Clasifica a Copa Sudamericana 2020 |

## Tabla de Goleadores
| DEL                                            | Yanowsky Reyes   | Monagas S. C.     | 5 |
| DEL                                            | Manuel Arteaga   | Zamora F.C.       | 5 |
| MED                                            | José Hernández   | Monagas S. C.     | 4 |
| MED                                            | Robinson Blandon | Atlético El Vigía | 4 |
| MED                                            | Francisco Rivera | Monagas S. C.     | 3 |
| Última actualización: 28 de noviembre de 2019. |                  |                   |   |